# Emma Ribom
Emma Sofia Ribom, född 29 november 1997 i Nederkalix församling i Norrbottens län, är en svensk längdskidåkare. 

## Skidkarriär
Utöver fyra medaljer på svenska ungdomsmästerskapen vann hon även Ungdomsvasan i februari 2013. Under U23 VM i Oberwiesentahl, Tyskland 2020 tog hon tre medaljer: guld i sprint, brons på 15 km fristil och brons på 10 km klassiskt. Hon blev även sammanlagd nia i skandinaviska Ski Tour 2020.
Den 22 december 2019 var Ribom med i det svenska lag som blev trea i världscupstafetten i Lillehammer. Hon tog sin första individuella pallplats när hon slutade trea på den klassiska sprinten i Val di Fiemme den 9 januari 2021. Den 25 november 2022 tog Ribom sin första världscupsseger, detta i sprint i Ruka. Den 3 december 2022 spurtade Ribom ner Maja Dahlqvist och tog sin andra världscupsseger i Lillehammer. Säsongens tredje pallplats för Ribom blev i Livigno där hon hamnade på en tredje plats efter Dahlqvist och Jonna Sundling. Lördagen den 28 januari tog Ribom en andraplats i den sista klassiska sprinten innan VM i franska Les Rousses.
I VM i Planica 2023 tog Ribom sin första individuella VM-medalj där hon tog ett silver i den klassiska sprinten. Sundling tog guldet och bronset gick till Dahlqvist. Söndagen 26 februari vann Ribom tillsammans med Sundling VM-guld i sprintstafett i fristil. I damernas 4x5 km stafett fick Ribom den inledande sträckan med 5 km klassiskt. Ribom växlade över till Ebba Andersson som körde andra sträckan för Sverige. Därefter körde Frida Karlsson tredje sträckan, innan Dahlqvist på sista sträckan kunde spurta ner finska Krista Pärmäkoski och därmed föra Sverige till ett brons.
I VM i Trondheim 2025 körde Ribom förstasträckan i det guldvinnande svenska stafettlaget.

## Resultat

### Pallplatser i världscupen

#### Individuellt
Ribom har nio individuella pallplatser i världscupen: fyra segrar, två andraplatser och tre tredjeplatser.
| Säsong  | Datum            | Plats         | Disciplin  | Placering |
| ------- | ---------------- | ------------- | ---------- | --------- |
| 2020/21 | 9 januari 2021   | Val di Fiemme | Sprint (K) | 3:a       |
| 2021/22 | 26 februari 2022 | Lahtis        | Sprint (F) | 2:a       |
| 2022/23 | 25 november 2022 | Ruka          | Sprint (K) | 1:a       |
| 2022/23 | 3 december 2022  | Lillehammer   | Sprint (F) | 1:a       |
| 2022/23 | 21 januari 2023  | Livigno       | Sprint (F) | 3:a       |
| 2022/23 | 28 januari 2023  | Les Rousses   | Sprint (K) | 2:a       |
| 2023/24 | 24 november 2023 | Ruka          | Sprint (K) | 1:a       |
| 2023/24 | 9 december 2023  | Östersund     | Sprint (K) | 1:a       |
| 2023/24 | 15 december 2023 | Trondheim     | Sprint (F) | 3:a       |

#### Lag
I lag har Ribom nio pallplatser i världscupen: fyra segrar, fyra andraplatser och en tredjeplats.
| Säsong    | Datum            | Plats       | Disciplin             | Placering | Lagkamrat(er)               |
| --------- | ---------------- | ----------- | --------------------- | --------- | --------------------------- |
| 2019/2020 | 8 december 2019  | Lillehammer | 4 x 5 km stafett      | 3:a       | Rönnlund / Kalla / Lundgren |
| 2020/2021 | 24 januari 2021  | Lahtis      | 4 x 5 km stafett      | 2:a       | Kalla / Modig / Andersson   |
| 2021/2022 | 5 december 2021  | Lillehammer | 4 x 5 km stafett      | 2:a       | Karlsson / Andersson / Ilar |
| 2022/2023 | 22 januari 2023  | Livigno     | Sprintstafett (F)     | 2:a       | Jonna Sundling              |
| 2022/2023 | 5 februari 2023  | Toblach     | 4 x 7,5 km stafett    | 2:a       | Andersson / Ilar / Sundling |
| 2022/2023 | 24 mars 2023     | Lahti       | Sprintstafett (F)     | 1:a       | Jonna Sundling              |
| 2023/2024 | 3 december 2023  | Gällivare   | 4 x 7,5 km stafett    | 1:a       | Lundgren / Andersson / Ilar |
| 2024/25   | 13 december 2024 | Davos       | Sprintstafett (F)     | 1:a       | Jonna Sundling              |
| 2024/25   | 24 januari 2025  | Engadin     | 4 x 5 km mixedstafett | 1:a       | Burman / Anger / Ilar       |

### Världsmästerskap
| Tävling         | 10 km | Skiathlon | 30 km | Sprint | Stafett | Lagsprint |
| --------------- | ----- | --------- | ----- | ------ | ------- | --------- |
| Oberstdorf 2021 | —     | 18:e      | 14:e  | –      | –       | –         |
| Planica 2023    | —     | —         | 19:e  | Silver | Brons   | Guld      |

| Tävling        | 10 km | Skiathlon | 50 km | Sprint | Stafett | Lagsprint |
| -------------- | ----- | --------- | ----- | ------ | ------- | --------- |
| Trondheim 2025 | 18:e  | 11:e      | —     | 17:e   | Guld    | —         |